# Dealu Tolcesii, Argeș
Dealu Tolcesii este un sat în comuna Uda din județul Argeș, Muntenia, România.